# Filippo Parlatore
Filippo Parlatore (Palermo, 1816. augusztus 8. – Firenze, 1877. szeptember 9.) olasz botanikus. Botanikai szakmunkákban nevének rövidítése: „Parl.”.

## Élete
Orvosi állását az 1837. évi kolera idején önfeláldozásból töltötte be, de inkább szülőföldje növényzetét tanulmányozta, és erről Flora Panormitana című művét 1838-ban kezdte füzetekben kibocsátani. 1840-ben a kontinentális Itáliába, és onnan Augustin Pyramus De Candolle meghívására Genfbe ment, hogy a gnétum és a toboztermők leírását elkészítse. E mű érdekében Párizsba, onnan Londonba is elutazott. Az olasz természettudósok 1841. évi nagygyűlésén felvetette, állítsanak fel Firenzében egy Olaszország egész területét reprezentáló központi növénygyűjteményt. Ehhez a toszkánai nagyherceg, Humboldt ajánlatára őt nevezte ki, sőt 1842-ben növénykert igazgatásával és az egyetemen szakjára katedrával bízta meg. Parlatore a gyűjteményt 800 fajjal vette át és 11 000-rel hagyta hátra utódjának. Növényirodalmi működésének legszebb tanúbizonysága a Flora italiana, melyből ő maga 6 kötetet adott ki (Firenze, 1848-77). A Magyar Tudományos Akadémiának külső tagja volt. Életét Haynald írta meg.